# Bernhard Waber
Bernhard Anton Waber (20 de mayo de 1884 - 6 de febrero de 1945) fue un general de la Fuerza Aérea Alemana (en alemán: Luftwaffe) en la II Guerra Mundial. Fue ejecutado por el régimen nazi poco antes del fin de la guerra.

## Carrera
Waber nació el 20 de mayo de 1884, en Kroměříž, Moravia.
Se incorporó al Ejército austríaco en 1907 como oficial júnior y estuvo en la Academia militar austríaca cuando estalló la I Guerra Mundial. Fue agregado inmediatamente como oficial de Estado Mayor a una brigada de infantería, sirviendo en calidad de tal en varias brigadas de infantería y fue promovido de teniente sénior a capitán en 1915. Después sirvió en el estado mayor general del 3.º Ejército en el frente oriental. En 1918 fue asignado al estado mayor general del Ejército del Este.
Después de la guerra, continuó al servicio del ejército de la Primera República Austríaca, alcanzando el grado de mayor general en 1936. Se retiró ese mismo año. Pero menos de una semana después del Anschluss (absoción de Austria por la Alemania Nazi), retornó al servicio activo el 17 de marzo de 1938, con la Fuerza Aérea Alemana. Sirvió en la consiguiente Segunda Guerra Mundial, mayormente como comandante de varias regiones administrativas en el frente oriental.
Fue promovido a teniente general en 1940, y pasó a ser comandante de la Región Aérea VIII, con base en Breslau, en 1941, poco ante de la invasión alemana de la Unión Soviética. En 1941 fue hecho comandante de la Región Aérea de Campo de Kiev, y a principios de 1942 fue promovido al grado de General de Aviadores, un rango de tres estrellas equivalente a teniente general en Reino Unido o EE. UU. Posteriormente ese año fue trasladado como comandante de la Región Aérea de Járkov, y en 1944 al mando de la Región Aérea XXX en Belgrado. Posteriormente en 1944 le fue dado el mando de la Fuerza Aérea del Norte de los Balcanes.

## Arresto y ejecución
Mientras la Segunda Guerra Mundial llegaba a su fin, Belgrado cayó en octubre de 1944, Waber aparentemente se vio involucrado en saqueos, robo de propiedades del gobierno alemán, y permitió actividades rampantes de mercado negro en su comando. El Jefe de la Fuera Aérea, Hermann Göring, enfadado por el derrotismo y retiradas sin autorización en la Fuerza Aérea, hizo arrestar a Waber (el 1 de noviembre de 1944) junto con otros tres generales de la Fuerza Aérea. Los otros tres fueron juzgados y absueltos, pero Waber fue declarado culpable de "grave desgobierno en su cuartel general y personal y derrotismo rampante en su región" y condenado a muerte. Fue ejecutado por un pelotón de fusilamiento, en la prisión de Spandau el 6 de febrero de 1945.

Este incidente debilitó aún más la moral de la Fuerza Aérea, y engendró ira contra Göring, que después de todo había emprendido él mismo saqueos masivos durante la guerra.